# 胞內
在細胞生物學和分子生物學及其相關領域中，胞內（intracellular）指「細胞內的」、「（位於）細胞內」。
胞內這個名詞和胞外（extracellular，（位於）細胞外）相對。細胞膜（以及一些細胞的細胞壁）是兩者之間的界限和屏障，胞內和胞外的內環境的化學組分可能完全不同。舉例來說，在大部分生物體內，一種Na+/K+ ATP酶（鈉鉀泵）維持胞內的高鉀離子（K+）水平和低鈉離子（Na+）水平，使得細胞能夠進入興奮狀態。

## 外部連結
- 醫學主題詞表（MeSH）：Intracellular